# Campeonato Mundial de Voleibol Masculino Sub-17
O Campeonato Mundial de Voleibol Masculino Sub-17 é um torneio de voleibol internacional realizado pela Federação Internacional de Voleibol (FIVB) reservado para jogadores abaixo de 17 anos. Foi criado em 2024 e sua primeira edição será realizada na cidade de Sófia, na Bulgária.

## História
Nos dias 21 e 22 de março de 2022, após a realização do Conselho de Voleibol em Lausanne, na Suíça, Marco Tullio Teixeira, então vice-presidente executivo da FIVB, anunciou a proposta de introdução de uma categoria Sub-17 no Campeonato Mundial a partir de 2024, com eventos bienais para cada gênero. Esta iniciativa vinha sendo planejada e desejada há muito tempo, com o objetivo de permitir que jovens talentos disputem partidas internacionais de alto nível e desenvolvam suas habilidades para competirem nos eventos de elite do voleibol sênior.
A primeira edição do Campeonato Mundial Sub-17 está prevista para ocorrer entre os dias 24 e 31 de agosto, na cidade de Sófia, capital da Bulgária, e contará com a participação de 16 seleções.

## Quadro de medalhas
| Ordem | País | Medalha de ouro | Medalha de prata | Medalha de bronze | Total |
| ----- | ---- | --------------- | ---------------- | ----------------- | ----- |